# 9 Armia (Imperium Rosyjskie)
9 Armia (ros. 9-я армия) – związek operacyjny Armii Imperium Rosyjskiego w okresie I wojny światowej.
Dowództwo i sztab polowy 9 Armii utworzono w sierpniu 1914 roku.  Rozformowana w początku 1918. Walczyła w okresie I wojny światowej w składzie Frontu Południowo-Zachodniego od sierpnia 1914 do grudnia 1916 i w składzie Frontu Rumuńskiego od grudnia 1916 do początku 1918.

## Skład
- 1 Korpus Gwardii Imperium Rosyjskiego od 1.08 – 15.11.1914;
- 1 Korpus Armijny Imperium Rosyjskiego od 1.02 – 1.08.1917;
- 2 Korpus Armijny Imperium Rosyjskiego od 22.10.1916 – 16.07.1917;
- 8 Korpus Armijny Imperium Rosyjskiego od 1.11.1916;
- 10 Korpus Armijny Imperium Rosyjskiego od 10.07 – 1.11.1917;
- 11 Korpus Armijny Imperium Rosyjskiego od 17.02.1915 – 15.01.1916;
- 12 Korpus Armijny Imperium Rosyjskiego od 5.12.1915 – 15.09.1916;
- 14 Korpus Armijny Imperium Rosyjskiego od 22.09 – 15.11.1914;
- 17 Korpus Armijny Imperium Rosyjskiego od 13.12.1914 – 17.02.1915;
- 18 Korpus Armijny Imperium Rosyjskiego od 2.08.1914 – 2.02.1915; 19.08 – grudzień 1917;
- 22 Korpus Armijny Imperium Rosyjskiego od 2.09.1914;
- 23 Korpus Armijny Imperium Rosyjskiego od 1.09 – 15.09.1916;
- 24 Korpus Armijny Imperium Rosyjskiego od 22.10.1916  – 16.07.1917;
- 25 Korpus Armijny Imperium Rosyjskiego od 10.10.1914 – 23.01.1915;
- 26 Korpus Armijny Imperium Rosyjskiego od 15.09.1916 – 8.11.1917;
- 29 Korpus Armijny Imperium Rosyjskiego od 23.09 – grudnia 1917;
- 30 Korpus Armijny Imperium Rosyjskiego od 17.02.1915 – 19.08.1915;
- 32 Korpus Armijny Imperium Rosyjskiego od 20.06.1915 – 17.11.1915;
- 33 Korpus Armijny Imperium Rosyjskiego od 22.04.1915 – 1.08.1916;
- 36 Korpus Armijny Imperium Rosyjskiego od 22.10.1916 – 16.07.1917;
- 40 Korpus Armijny Imperium Rosyjskiego od 28.10.1916 – grudzień 1917;
- 41 Korpus Armijny Imperium Rosyjskiego od 18.10.1915 – 1.09.1916;
- 45 Korpus Armijny Imperium Rosyjskiego od 1.22 – 16.06.1917;
- 48 Korpus Armijny Imperium Rosyjskiego od 20.12.1916 – 13.05.1917;
- 2 Korpus  Kawalerii Imperium Rosyjskiego od 17.02 – 17.11.1915;
- 3 Korpus Kawalerii  Imperium Rosyjskiego od 20.04 – 17.11.1915;
- 5  Korpus Kawalerii Imperium Rosyjskiego od 20.10.1916 – 8.06.1917;
- 6 Korpus Kawalerii Imperium Rosyjskiego od 23.09.1917;

## Dowódcy 9 Armii
| Stopień           | Nazwisko                      | Okres                                        |
| ----------------- | ----------------------------- | -------------------------------------------- |
| Generał piechoty  | Platon Aleksiejewicz Leczicki | 9.08.1914 - 18.04.1917;                      |
| Generał porucznik | Gieorgij Stupin               | 18.04.1917 - 11.08.1917;                     |
| Generał porucznik | Władimir Czeremisow           | 11.08.1917 - 9.09.1917;                      |
| Generał porucznik | J.J. Biełozor                 | czasowo pełniący obowiązki we wrześniu 1917; |
| Generał porucznik | Anatolij Kiełczewskij         | wrzesień - listopad 1917;                    |